# Dominic D'Amour
Dominic D'Amour (né le 28 janvier 1984 à LaSalle, dans la province de Québec au Canada) est un joueur professionnel canadien de hockey sur glace.

## Carrière de joueur
Il évolue quatre saisons dans la Ligue de hockey junior majeur du Québec avec les Huskies de Rouyn-Noranda et les Olympiques de Hull/Olympiques de Gatineau. Lors du repêchage de 2002, il est sélectionné en 3e ronde, (88e au total) par les Maple Leafs de Toronto.
En 2004-2005, il se joint à leur clubs-écoles, les Maple Leafs de Saint-Jean de la Ligue américaine de hockey et les Ice Pilots de Pensacola de l'East Coast Hockey League.
Après deux autres saisons dans l'organisation des Leafs, (Marlies de Toronto), il partage la saison 2007-2008 entre le Saint-François de Sherbrooke de la Ligue nord-américaine de hockey, le Thunder de Wichita de la Ligue centrale de hockey et le HC Fassa de la Série A (Italie).
En 2008-2009, il évolue avec les Bombers de Dayton et les Everblades de la Floride de l'ECHL, mais aussi quelques parties avec les Phantoms de Philadelphie et les River Rats d'Albany de la Ligue américaine de hockey.
Il prend ensuite la direction de l'Angleterre, alors qu'il évolue une saison avec les Nottingham Panthers de l'EIHL, puis il revient en Amérique-du-Nord pour jouer avec les Mavericks du Missouri et les Killer Bees de la vallée du Rio Grande de la Ligue centrale de hockey.
À l'automne 2011, après avoir disputé 3 matchs avec les Everblades de la Floride, il porte les couleurs des Americans d'Allen et du Rush de Rapid City.
Le 15 septembre 2012, il se joint au Caron et Guay de Trois-Rivières de la Ligue nord-américaine de hockey. Le 8 janvier 2013, il est échangé aux Marquis de Jonquière.
Le 12 juin 2013 il est échangé aux Éperviers de Sorel-Tracy et le 18 août il signe un contrat avec l'équipe. Il ne dispute cependant aucun match avec l'équipe, puisqu’il est échangé le 22 septembre aux Braves de Valleyfield. Le 16 novembre il est à nouveau échangé, cette fois aux Riverkings de Cornwall.

## Statistiques
| Saison    | Équipe                                 | Ligue          |    | Saison régulière | Saison régulière | Saison régulière | Saison régulière | Saison régulière |   | Séries éliminatoires | Séries éliminatoires | Séries éliminatoires | Séries éliminatoires | Séries éliminatoires |
| Saison    | Équipe                                 | Ligue          | PJ | B                | A                | Pts              | Pun              | PJ               | B | A                    | Pts                  | Pun                  |                      |                      |
| 2000-2001 | Huskies de Rouyn-Noranda               | LHJMQ          | 18 | 0                | 0                | 0                | 10               | -                | - | -                    | -                    | -                    |                      |                      |
| 2001-2002 | Olympiques de Hull                     | LHJMQ          | 68 | 5                | 5                | 10               | 225              | 12               | 0 | 3                    | 3                    | 32                   |                      |                      |
| 2002-2003 | Olympiques de Hull                     | LHJMQ          | 65 | 5                | 25               | 30               | 211              | 17               | 2 | 3                    | 5                    | 51                   |                      |                      |
| 2003      | Olympiques de Hull                     | Coupe Memorial | -  | -                | -                | -                | -                | 5                | 0 | 0                    | 0                    | 0                    |                      |                      |
| 2003-2004 | Olympiques de Gatineau                 | LHJMQ          | 61 | 15               | 38               | 53               | 211              | 15               | 3 | 6                    | 9                    | 41                   |                      |                      |
| 2004      | Olympiques de Gatineau                 | Coupe Memorial | -  | -                | -                | -                | -                | 5                | 2 | 1                    | 3                    | 14                   |                      |                      |
| 2004-2005 | Ice Pilots de Pensacola                | ECHL           | 22 | 4                | 8                | 12               | 33               | 4                | 0 | 0                    | 0                    | 2                    |                      |                      |
| 2004-2005 | Maple Leafs de Saint-Jean              | LAH            | 26 | 1                | 1                | 2                | 60               | 1                | 0 | 0                    | 0                    | 0                    |                      |                      |
| 2005-2006 | Marlies de Toronto                     | LAH            | 30 | 1                | 4                | 5                | 25               | -                | - | -                    | -                    | -                    |                      |                      |
| 2006-2007 | Marlies de Toronto                     | LAH            | 42 | 2                | 9                | 11               | 59               | -                | - | -                    | -                    | -                    |                      |                      |
| 2007-2008 | Saint-François de Sherbrooke           | LNAH           | 2  | 1                | 0                | 1                | 0                | -                | - | -                    | -                    | -                    |                      |                      |
| 2007-2008 | Thunder de Wichita                     | LCH            | 26 | 5                | 10               | 15               | 65               | -                | - | -                    | -                    | -                    |                      |                      |
| 2007-2008 | HC Fassa                               | Série A        | 10 | 2                | 3                | 5                | 10               | 8                | 0 | 2                    | 2                    | 6                    |                      |                      |
| 2008-2009 | Bombers de Dayton                      | ECHL           | 33 | 8                | 14               | 22               | 68               | -                | - | -                    | -                    | -                    |                      |                      |
| 2008-2009 | Everblades de la Floride               | ECHL           | 15 | 0                | 6                | 6                | 30               | 6                | 0 | 1                    | 1                    | 13                   |                      |                      |
| 2008-2009 | Phantoms de Philadelphie               | LAH            | 10 | 0                | 0                | 0                | 4                | -                | - | -                    | -                    | -                    |                      |                      |
| 2008-2009 | River Rats d'Albany                    | LAH            | 4  | 1                | 0                | 1                | 6                | -                | - | -                    | -                    | -                    |                      |                      |
| 2009-2010 | Nottingham Panthers                    | EIHL           | 64 | 13               | 22               | 35               | 219              | 3                | 0 | 1                    | 1                    | 35                   |                      |                      |
| 2010-2011 | Mavericks du Missouri                  | LCH            | 33 | 7                | 8                | 15               | 51               | -                | - | -                    | -                    | -                    |                      |                      |
| 2010-2011 | Killer Bees de la vallée du Rio Grande | LCH            | 26 | 4                | 4                | 8                | 34               | 3                | 1 | 1                    | 2                    | 8                    |                      |                      |
| 2011-2012 | Everblades de la Floride               | ECHL           | 3  | 0                | 1                | 1                | 13               | -                | - | -                    | -                    | -                    |                      |                      |
| 2011-2012 | Americans d'Allen                      | LCH            | 28 | 1                | 16               | 17               | 76               | -                | - | -                    | -                    | -                    |                      |                      |
| 2011-2012 | Rush de Rapid City                     | LCH            | 24 | 2                | 7                | 9                | 43               | 6                | 0 | 3                    | 3                    | 5                    |                      |                      |
| 2012-2013 | Caron et Guay de Trois-Rivières        | LNAH           | 10 | 1                | 4                | 5                | 11               | -                | - | -                    | -                    | -                    |                      |                      |
| 2012-2013 | Marquis de Jonquière                   | LNAH           | 6  | 0                | 0                | 0                | 4                | -                | - | -                    | -                    | -                    |                      |                      |
| 2013-2014 | Braves de Valleyfield                  | LNAH           | 5  | 0                | 0                | 0                | 8                | -                | - | -                    | -                    | -                    |                      |                      |
| 2013-2014 | Riverkings de Cornwall                 | LNAH           | 22 | 1                | 4                | 5                | 47               | 3                | 1 | 0                    | 1                    | 13                   |                      |                      |
| 2014-2015 | Riverkings de Cornwall                 | LNAH           | 12 | 0                | 2                | 2                | 26               | -                | - | -                    | -                    | -                    |                      |                      |
| 2014-2015 | Prédateurs de Laval                    | LNAH           | 1  | 0                | 1                | 1                | 2                | -                | - | -                    | -                    | -                    |                      |                      |

## Trophées et honneurs personnels
- Ligue de hockey junior majeur du Québec
  - 2002-2003 : gagne la Coupe du président et participe à la Coupe Memorial avec les Olympiques de Hull.
  - 2003-2004 : gagne la Coupe du Président et participe à la Coupe Memorial avec les Olympiques de Gatineau.
- Championnat du Royaume-Uni de hockey sur glace
  - 2009-2010 : remporte le Challenge Cup avec les Nottingham Panthers.